# Asociația Națională de Fotbal din Tuvalu
Asociația Națională de Fotbal din Tuvalu este corpul care guvernează fotbalul în Tuvalu. Asociația este responsabila pentru organizarea echipei de fotbal și a celei de futsal a statului Tuvalu.
Fotbalul în Tuvalu este jucat la nivel de club și echipă națională. Asociația este membru al Oceania Football Confederation (OFC) dar nu este afiliată la FIFA. Asociația a dorit să fie membră al FIFA încă din anul 1987. Cu toate acestea, lipsa facilităților de fotbal din Tuvalu reprezintă un obstacol major în obținerea calității de membru al FIFA. Tuvalu nu are un stadion, sau terenuri de antrenament sau hoteluri pentru echipele adverse și suporterii.